# Kateřina Kohoutková
Kateřina Kohoutková (Praga, 23 ottobre 1998) è una pistard e ciclista su strada ceca.

## Palmarès

### Pista
- 2016

GP Czech Cycling Federation, Corsa a punti Junior (Prostějov)
Campionati cechi, Inseguimento individuale Junior
Campionati cechi, Scratch Junior
- 2017

Campionati cechi, Inseguimento a squadre (con Barbora Džerengová, Lucie Hochmann, Jarmila Machačová ed Eva Jiroušková)
- 2018

GP Vienna, Americana (con Lucie Hochmann)
Campionati cechi, Inseguimento a squadre (con Lucie Hochmann, Jarmila Machačová e Tereza Neumanová)
Campionati cechi, Americana (con Lucie Hochmann)
- 2020

Campionati cechi, Inseguimento a squadre (con Jarmila Machačová, Kristýna Burlová e Petra Ševčíková)
- 2021

Campionati cechi, Americana (con Petra Ševčíková)
- 2022

Tel Aviv, Corsa a eliminazione
Campionati cechi, Inseguimento individuale
Campionati cechi, Inseguimento a squadre (con Petra Ševčíková, Nicole Hartychová e Dagmar Hejhalová)
Campionati cechi, Americana (con Petra Ševčíková)
- 2023

GP Tufo, Corsa a eliminazione
Campionati cechi, Inseguimento individuale
Campionati cechi, Americana (con Petra Ševčíková)

## Piazzamenti

### Competizioni mondiali
- Campionati del mondo su pista

Aigle 2016 - Inseguimento a squadre Junior: 9ª
Aigle 2016 - Inseguimento individuale Junior: 22ª
Berlino 2020 - Scratch: 17ª
Saint-Quentin-en-Yvelines 2022 - Corsa a eliminazione: 13ª
Saint-Quentin-en-Yvelines 2022 - Corsa a punti: 16ª
Glasgow 2023 - Americana: 15ª

### Competizioni europee
- Campionati europei su pista

Montichiari 2016 - Inseguimento a squadre Junior: 6ª
Montichiari 2016 - Inseguimento individuale Junior: 23ª
Anadia 2017 - Scratch Under-23: 10ª
Anadia 2017 - Corsa a punti Under-23: 12ª
Aigle 2018 - Scratch Under-23: 14ª
Aigle 2018 - Omnium Under-23: 10ª
Glasgow 2018 - Americana: 14ª
Gand 2019 - Corsa a eliminazione Under-23: 7ª
Gand 2019 - Corsa a punti Under-23: 14ª
Gand 2019 - Americana Under-23: 11ª
Apeldoorn 2019 - Americana: 14ª
Fiorenzuola d'Arda 2020 - Corsa a punti Under-23: 12ª
Fiorenzuola d'Arda 2020 - Corsa a eliminazione Under-23: 9ª
Fiorenzuola d'Arda 2020 - Americana Under-23: 5ª
Monaco di Baviera 2022 - Corsa a eliminazione: 12ª
Grenchen 2023 - Americana: 11ª
- Giochi europei

Minsk 2019 - Americana: 10ª